# Липовец (Киевская область)
Липовец (укр. Липовець) — село, входит в Кагарлыкский район Киевской области Украины.

## Население
Население по переписи 2001 года составляло 552 человека.

## Местный совет
09263, Київська обл., Кагарлицький р-н, с.Липовець, вул.Миру,7  (укр.)